# Вторая мелильская кампания (1909)
Вторая Мелильская кампания (исп. Guerra de Melilla), также известная под названиями Вторая Рифская война и Испано-марокканская война 1909 года — вооружённый конфликт в северной части Марокко в 1909 году, около города Мелилья, между испанской армией и ополчением тридцати девяти берберских племён региона Риф.

## Предыстория

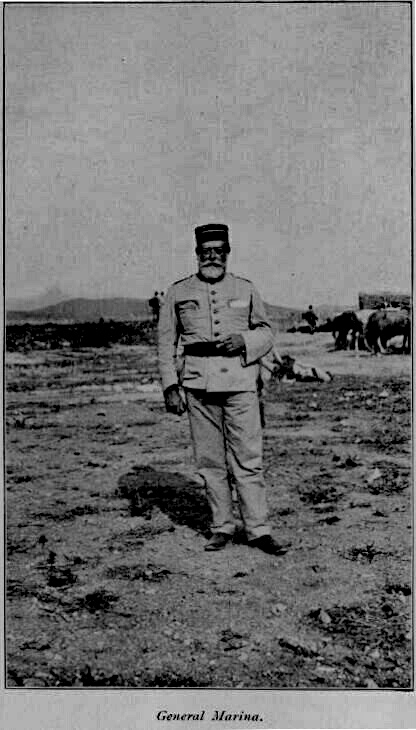
Фотография генерала Марины.

Потеряв значительную часть своих колоний в результате поражения в Испано-американской войне 1898 года, Испания в начале XX века всячески стремилась к расширению своего влияния в Северной Африке, где издавна обладала небольшими анклавами.
Регион Эр-Риф, населённый воинственными берберскими племенами, находился в «Испанской сфере влияния» в Марокко по договору с Францией от 5 октября 1904 года, однако он никогда не находился под реальной политической властью марокканского султана, имея неофициальное название «Bled es-Siba» — «Страна беспорядков». Таким образом, рифы не признавали никаких соглашений марокканского правительства с европейцами и начали партизанскую войну против испанцев сразу же после того, как те появились на их землях.
Испанское правительство заключило в 1907 году договор с Мулай-Мухаммедом, вождём одного из местных племён, более известным как Бу-Хмара, на право эксплуатации железных рудников около Мелильи и строительство 20-километровой железной дороги для отправки руды в город — вопреки воле султана Марокко Абдель-Азиза и других местных племён. 8 августа 1908 года рудники были впервые атакованы берберами из Рифа. В этот раз обошлось без жертв, но в октябре 1908-го Бу-Хмара был схвачен собственными вассалами и отправлен в Фес, где вскоре умер в тюрьме. Оставшись без поддержки на вражеской территории, испанский военачальник Хосе Марина Вега (José Marina Vega), командовавший гарнизоном Мелильи, запросил у Мадрида подкреплений для защиты территорий, однако никакой помощи от правительства не получил. 9 июля 1909 года произошло новое нападение рифов на рудники, и в этот раз берберы убили шестерых испанских железнодорожных рабочих.

## Боевые действия
После этого события премьер-министр Испании Антонио Мауро Монтанер увеличил испанский гарнизон в Мелилье с 5000 до 22000 человек в целях подготовки к будущему наступлению. На первоначальном этапе испанская армия в Северном Марокко комплектовалась исключительно призывниками, без привлечения профессиональных войск или местных наёмников, которые были плохо обучены и вооружены и не имели даже полноценных карт местности.
В скором времени началась сама кампания: командующий, генерал Марина, приказал шести испанским отрядам под командованием полковника Альвареса Кабреры двигаться к Ат-Аксе. Войска покинули Мелилью с наступлением темноты, но заблудились и к утру оказались в ущелье Альфер, где были атакованы рифами, обстрелявшими их с высоты. Полковник Кабрера и 26 солдат были убиты, 230 — ранены.
28 июля 1909 года испанцы потерпели новое поражение — в Волчьем ущелье, куда Марина послал новый отряд под командованием генерала Пинтоса для защиты Сегунда-Касеты. Рифы снова устроили засаду — генерал Пинтос и 153 солдата были убиты, около 600 ранено. Поражение в Волчьем ущелье отозвалось и в самой Испании: оно явилось одним из причин каталонского восстания 1909 года (так называемой «трагической недели»), когда испанское правительство в связи с поражением и необходимостью увеличения армии в Марокко объявило новый призыв, и привело к падению правительства Монтанера (21 октября).

## Конец кампании
После этой катастрофы Испания временно прекратила военные действия; численность её контингентов в северном Марокко была увеличена до 35000 человек, также из Испании доставили тяжёлую артиллерию.
31 августа 1909 года с этими новыми силами испанцы начали новое наступление и ввиду их теперешнего значительного превосходства к январю 1910 года покорили большую часть сопротивлявшихся племён к востоку от Мелильи. Испанцы расширили площадь своей колонии Мелилья, захватив территорию от мыса Трес-Форсас на севере до Мар-Чика на юге, — однако, на втором этапе кампании потеряли 2517 человек. При этом значительная часть территорий, находившихся в испанской «зоне», несмотря на расширение испанского влияния, оставалась фактически независимой и была окончательно захвачена только в 1921—1926 годах в ходе Третьей Рифской войны.